# إكسباتيكا
إكسباتيكا هي جريدة إخبارية على الإنترنت وبوابة معلومات تخدم تحديدًا المغتربـين الناطقين بالإنجليزية والمجتمع الدولي. وقد أسسها الكندي برام ليبو والهولندي مارك ويلينج في عام 2000. وتهدف إكسباتيكا إلى مساعدة المغتربين في أوروبا على الاستقرار في بلد إقامتهم الجديدة من خلال توفير أخبار متجددة ومعلومات بـاللغة الإنجليزية.
تم تمويل تأسيس إكسباتيكا جزئيًا من قِبل الحكومة الهولندية (مركز التوأمة تحت إشراف وزارة الشئون الاقتصادية) وتصل إكسباتيكا الآن للمغتربين في عشر دول ومناطق أوروبية، بما في ذلك هولندا، وبلجيكا، وفرنسا، وألمانيا، وإسبانيا، وسويسرا، وموسكو، ولوكسمبورغ، والمملكة المتحدة، والبرتغال، وجنوب أفريقيا. تغطي الأخبار والمعلومات التي توفرها إكسباتيكا مختلف جوانب حياة المغتربين، بما في ذلك الانتقال، والثقافة، والتعليم، والضرائب، والهجرة، والأحداث المحليّة والسياسة.
تسمح إكسباتيكا للمغتربين من أي بلد بالتسجيل كأعضاء مجانًا، مما أدى إلى تكوين مجتمع دولي على الإنترنت، وتضم أكثر من 120000 عضو. عبر سلسلة معارض ”أنا لست سائحًا“  التي يتم تنظيمها سنويًا في أمستردام وبروكسل ومدريد، جنبًا إلى جنب مع اللقاءات المنتظمة والأحداث الاجتماعية، نجحت إكسباتيكا في ربط أعضاء المجتمع الدولي سويًا.
تساعد إكسباتيكا المؤسسات الأكاديمية والباحثين المستقلين في إجراء بحوث على الموضوعات ذات الصلة بالمغتربين أيضًا. وحتى الآن، تم إجراء عدة استقصاءات مختلفة بالتعاون مع إكسباتيكا، بما في ذلك التحقيق في الاغتراب من قِبل جامعة كرانفيلد للإدارة.
تتلقى إكسباتيكا، في المتوسط، من 700000 إلى 800000 زيارة كل شهر. وقد وصفت الغارديان موقع إكسباتيكا بأنها مقدم "للأخبار والتحليلات المتميزة التي تستهدف المجتمعات الناطقة بالإنجليزية“.

## وصلات خارجية
- Official site
- Don't let your expat dream be a financial nightmare
- Guardian diary
- Interview with Expatica chief editor
- Expatica’s 7th “I am not a tourist fair” in Amsterdam
- A world of possibilities and pitfalls : Looking for love:Lonely expats turn to online dating
- Making connections, online
- Interview with Expats Radio